# Маркович, Геннадий Станиславович
Геннадий Станиславович Маркович (1893—1976) — советский военачальник сербского происхождения.

## Биография
Родился 12 сентября (25 сентября по новому стилю) 1893 года в Сербии в местечке Михаиловац, расположенном недалеко от города Смедерево. Серб.
Участник Первой мировой войны, воевал на Балканах. Был фельдфебелем 1-го Сербского пехотного полка 1-й Сербской пехотной дивизии Югославского добровольческого корпуса, который формировался в 1915 году в Одессе. После Октябрьской революции, в 1918 году вступил в РККА.
Участник Гражданской войны в России на Южном и Туркестанском фронтах. Участвовал в боях против частей под командованием Н. И. Махно, при подавлении контрреволюционного мятежа под руководством А. С. Антонова в Тамбовской губернии, а также боев в борьбе с басмачеством на территории Средней Азии в 1925—1931 годах. С августа 1918 по 1919 год находился в плену у белогвардейцев.
Послужной список:
- с 1919 по 1921 годы — кавалерийский полк 59-й кавалерийской дивизии, 75-й имени Степана Разина Оренбургский казачий полк, командир взвода в составе 15-й кавалерийской дивизии;
- в 1921—1930 годах служил в должности командира взвода, а затем — командира эскадрона в кавалерийских частях и соединениях Туркестанского фронта;
- в 1924 году проходил службу в должности командира взвода 6-го кавалерийского полка;
- в 1925—1931 годах в составе 84-го кавалерийского полка принимал участие в уничтожении басмаческих банд на территории Средней Азии и установлению Советской власти в среднеазиатских республиках;
- в 1928—1929 годах проходил обучение в Объединённой Среднеазиатской военной школе имени В. И. Ленина в Ташкенте.

В 1930—1932 годах Г. С. Маркович служил в 14-й кавалерийской дивизии в Тамбове. В 1932 году был уволен из РККА, жил и работал в Тамбове. C 1938 года являлся персональным пенсионером.
Умер в 1976 году в Тамбове. У него был сын Алексей, лейтенант РККА, погибший в годы Великой Отечественной войны.

## Награды
- Был награждён орденом Ленина (1967), тремя орденами Красного Знамени (14.10.1924, 27.06.1929, 1930)[1][2][3], а также медалями и именным оружием.